# Requiescat in pace

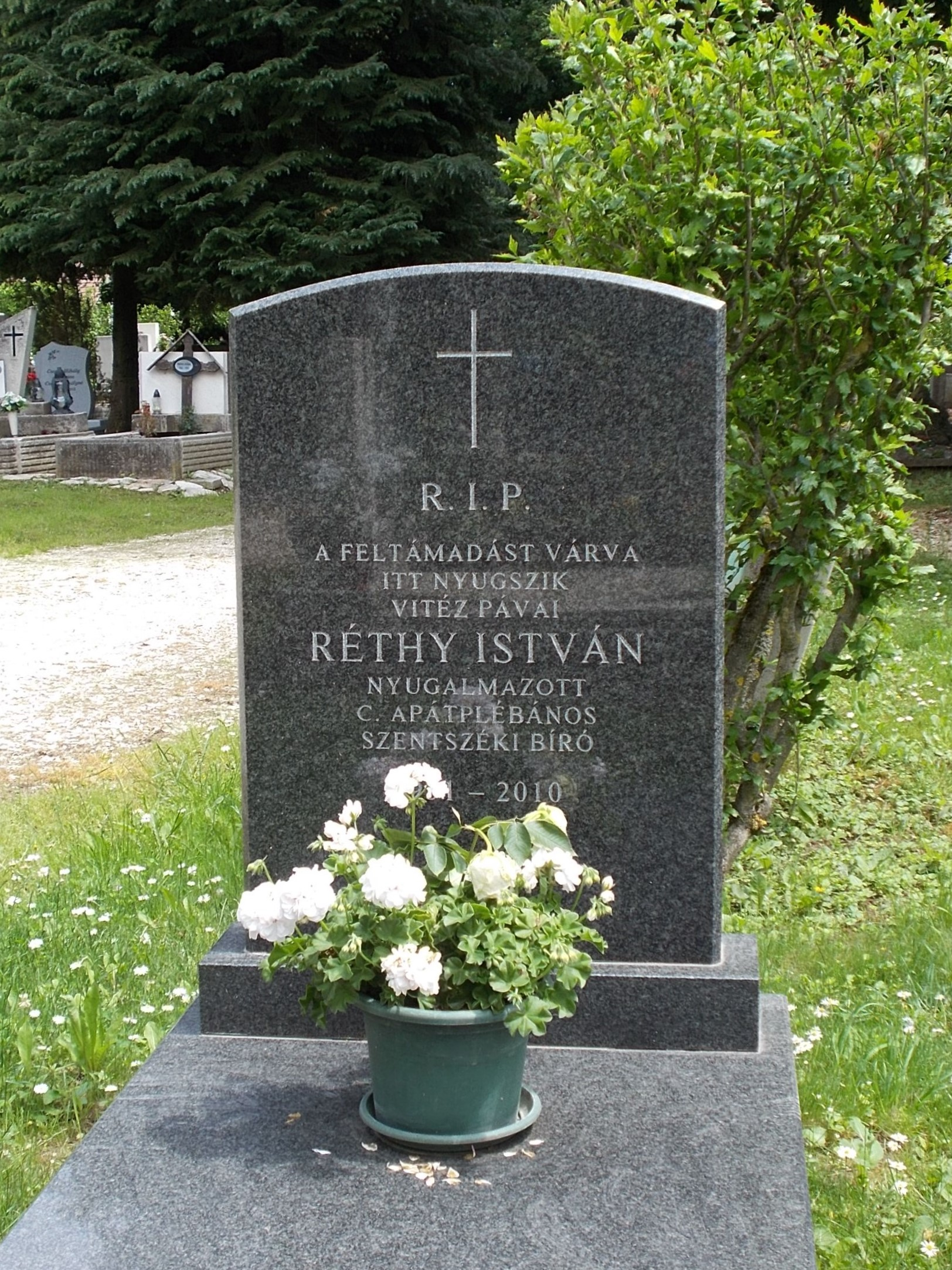
バチカンの裁判官、イストヴァン・レティ・ヴィテス・パヴァイ・アボット？ †2010-バンヤストリートアンドスポーツストリートコーナー、ナギコバクシ、ペスト郡、ハンガリー。

requiescat in pace（ラテン語発音: [rekʷiˈeːskat in ˈpaːke]〈古典ラテン語、レクゥィエースカト・イン・パーケ〉、ラテン語発音: [rekwiˈeskat in ˈpatʃe]〈教会ラテン語、レクウィエスカト・イン・パーチェ〉直訳：「平和の内に休みたまえ」）は、カトリック、ルーテル派、聖公会、メソジストなどの伝統的なキリスト教の礼拝や祈りにおいて、亡くなった人の魂の永遠の安らかな眠りと平安を願うために使われるラテン語のフレーズである。
18世紀から広く墓石に刻まれるようになり、今日では誰かの死に言及する際に広く用いられるようになった。

## 略称･訳
頭文字を取ってR.I.P.またはRIPと略され、英語の場合は rest in peace など、各言語に訳したフレーズも使用される。
なお、RIPは元のラテン語の requiescat in pace の略称であるが、英語の rest in peace も同じ略称になることから、一般には rest in peace の略と解されている。
日本語では安らかに眠れと訳され、「ご冥福をお祈りします」と意訳されることもある。

## 概要
dormit in pace（彼は安らかに眠る）というフレーズは、初期のキリスト教徒の墓地で見ることができ、「彼らは教会の平和の中で、つまりキリストに結ばれて死んだ」ことを示していた。Requiescat in pace もしくは Rest in peace を意味する "R.I.P." という略語は、特にカトリック教派、ルーテル派、聖公会においては、今でもキリスト教徒の墓石に刻まれている。
カトリック教会のトリエント・ミサでは、このフレーズが何度か登場する。
他のバリエーションとして、"Requiescat in pace et in amore"（愛と平安のもとに眠りたまえ）、"In pace requiescat et in amore" などがある。ラテン語の構文上の関係は語順ではなく、語尾によって示されるため、語順は様々である。命令法（「安らかに眠れ」）として使われる場合、二人称単数形では "Requiesce in pace"、二人称複数形では "Requiescite in pace" となる。よく使われるフレーズ "Requiescat in pace" は、語尾が "-at" の接続法であり、三人称単数形である。

## 歴史
このフレーズが墓石に刻まれるようになったのは5世紀以前のことである。18世紀にはキリスト教徒の墓で広く使用されるようになった。このフレーズは、高教会派、メソジスト、そしてローマ・カトリック教徒にとっては、本来は、死後の世界で魂が平安を得られるようにとの祈りの言葉であった。この言葉が慣用的なものになったとき、このフレーズに魂への言及がないことから、人々は、このフレーズは肉体に対して「墓の中で安らかに眠れ」と言っているものであると考えるようになった。これは、キリスト教の最後の審判の教義と関連している。つまり、魂は死によって肉体から離れるが、最後の審判の日に魂と肉体は再び結ばれるということである。
2017年、北アイルランドのオレンジ国教党のメンバーは、プロテスタントに対して"RIP"や "Rest in Peace" という言葉を使用しないよう呼びかけた。福音プロテスタント協会の幹事であるウォレス・トンプソンは、BBCラジオ・アルスターの番組で、プロテスタントに"RIP"という言葉の使用を控えるよう呼びかけると語った。トンプソンは、"RIP"は死者への祈りであり、聖書の教義に反すると考えていると述べた。同じ番組の中で、長老派のケン・ニューウェルは、人々がこの言葉を使うとき、死者のために祈っているとは考えていないと述べた。

## ギャラリー

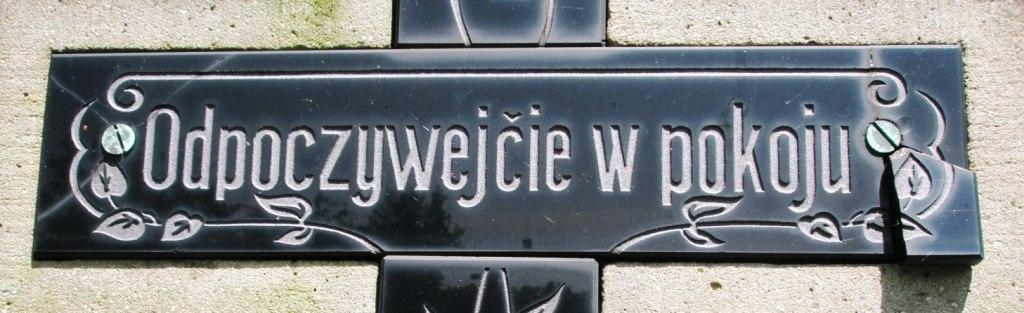
ルター派のキリスト教徒の墓。Requiescat in paceに相当する地元ポーランド語のチエズィン・シレジア方言で刻まれている。
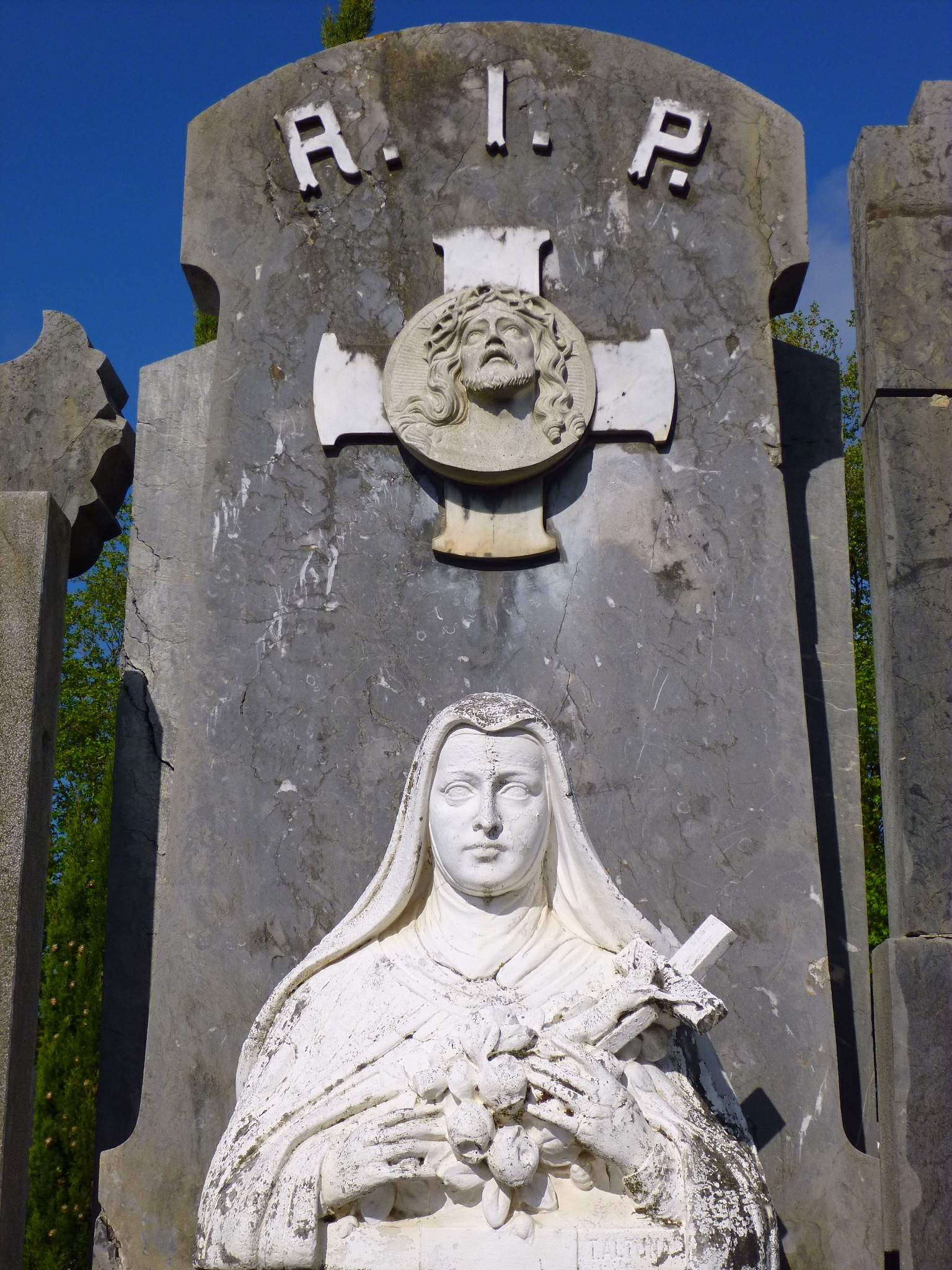
サン・セバスティアンの教会墓地の墓石に刻まれたR.I.P.
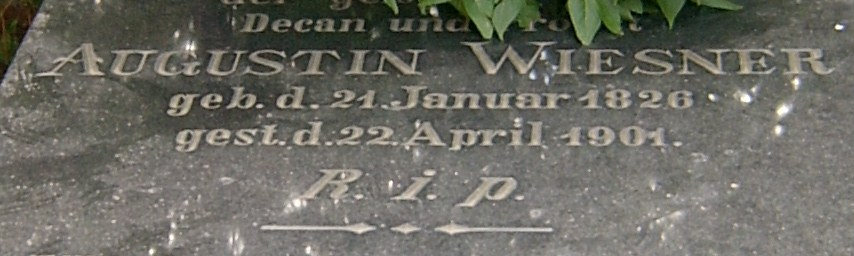
ポーランド・シフィエンチェホバ（英語版）にて、ある教区長の墓石。ドイツ語で記された墓碑銘がR.I.P.で締めくくられている。
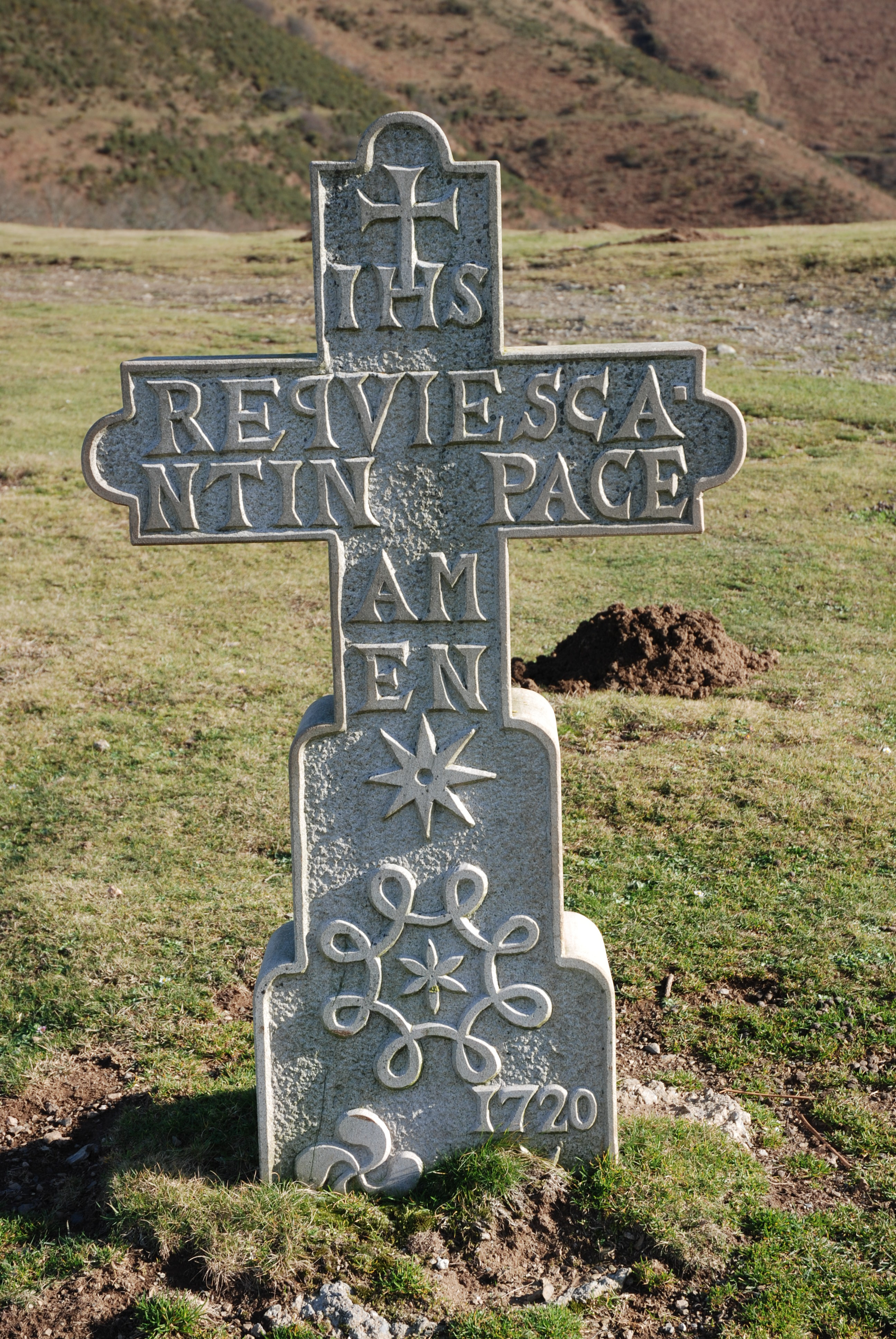
1720年の十字架に刻まれた"Requiescant in pace"
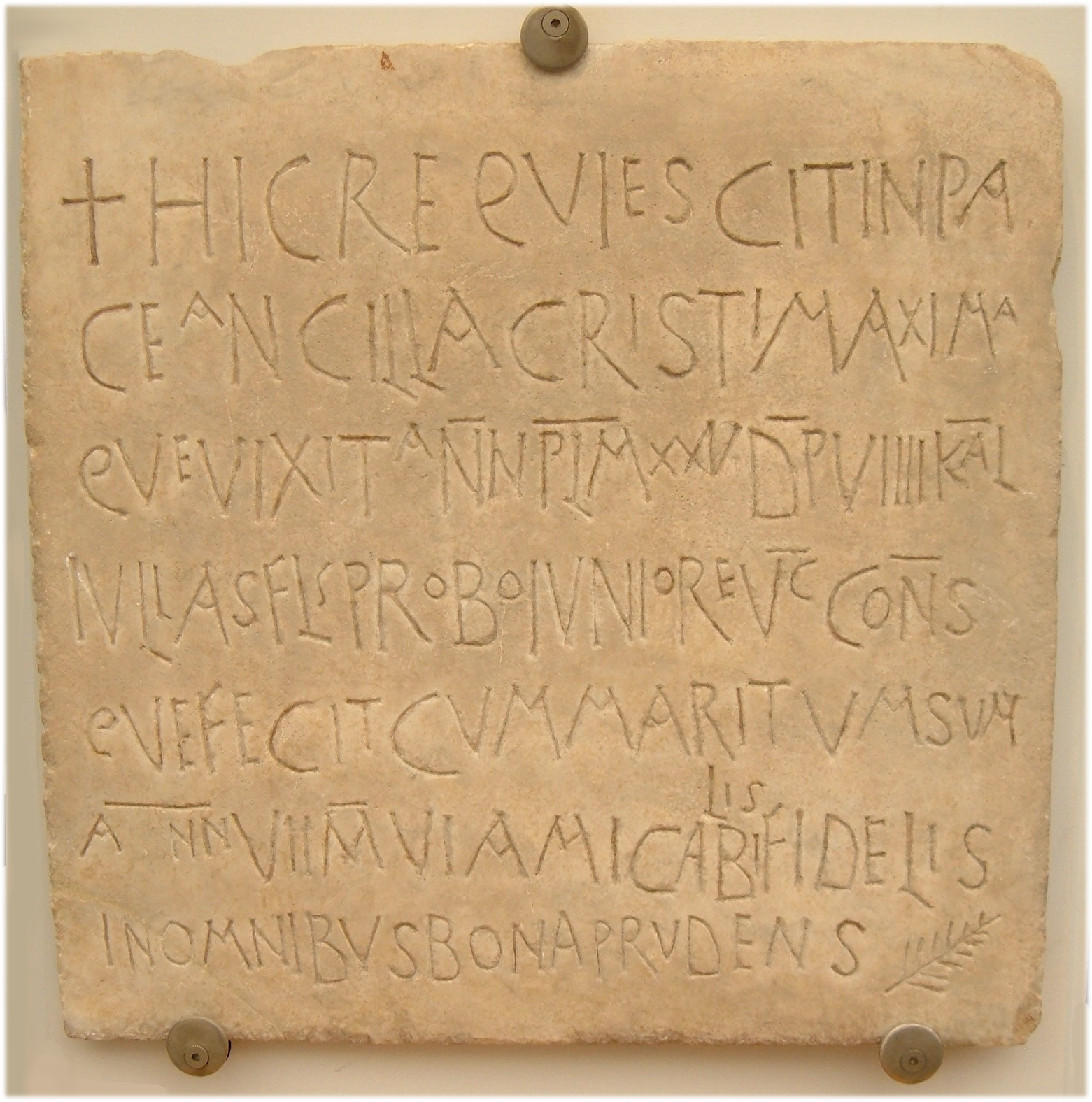
西暦525年の葬儀用石版。このフレーズで始まっている。